# Homogenia nigripennis
Homogenia nigripennis là một loài ruồi trong họ Tachinidae.